# Oleg Puxnatiy
Oleg Puxnatiy (Олег Пухнатый, Oleg Puchnaty), (ur. 10 czerwca 1975) – uzbecki pływak, trzykrotny uczestnik igrzysk olimpijskich.

## Występy na igrzyskach olimpijskich
Po raz pierwszy Puxnatiy wystartował w Atlancie w 1996 r. Brał udział w sztafecie 4 x 100 m stylem dowolnym. Na swojej zmianie uzyskał czas 51,82 s. Łączny czas sztafety wyniósł 3:28,33, co pozwolił na zajęcie 6 miejsca w biegu eliminacyjnym. Wynik był ten za słaby by móc przejść do dalszej rywalizacji. Sztafeta została łącznie sklasyfikowana na 17 miejscu. 
W Atlancie Puxnatiy wziął udział jeszcze na dystansie 200 m stylem zmiennym. Uzyskał w eliminacjach czas 2:06,39, co pozwoliło na zajęcie 4 miejsca. Łącznie został sklasyfikowany na 24.
Ponownie Puxnatiy wystąpił na igrzyskach Sydney. Podobnie jak w Atlancie brał udział w sztafecie 4 x 100 m stylem dowolnym. Sztafeta jednak została zdyskwalifikowana. Puxnatiy brał udział także w rywalizacji 200 m stylem motylkowym. Uzyskał czas 2:06,01 co pozwolił na zajęcie 2 miejsca w biegu eliminacyjnym, lecz było za mało na awans do dalszej rywalizacji. Sklasyfikowany łącznie na 32 miejscu.
Po raz ostatni wystąpił na igrzyskach w Atenach na dystansie 200 m stylem motylkowym. W eliminacjach uzyskał czas 2:08,24 m co dało mu 5. miejsce. Łącznie uplasował się na 42 pozycji.